# Der Pilger (Jahn)
Der Pilger ist ein Märchen (AaTh 884). Es steht in Ulrich Jahns Volksmärchen aus Pommern und Rügen an Stelle 32.

## Inhalt
Ein Prinz sieht beim Vater ein Bild der schönsten Prinzessin. Nach dessen Tod lässt er sich von einem alten Zauberer den Weg zum Königreich weisen, das man nur mit einem Schiff, das zu Land und zu Wasser fährt, erreichen kann und wo ihr Vater sie in einem Schloss unter Wasser versteckt. Eine Drehorgel wird angefertigt, davor ein Goldlamm, an dem der Bruder des Prinzen sie als Leiermann zieht und dem Vater der Prinzessin ausleiht. In der Orgel sitzt der Prinz und beobachtet, wie dieser im Schlossgarten mit einem Stöckchen den See weichen lässt, um zu seiner Tochter zu kommen. So nimmt der Prinz die Prinzessin, sein Bruder ein Nachbarsmädchen. Das macht ihm die Prinzessin schlecht. Der Sultan raubt die Prinzen mit ihrem Schiff in die Türkei, dann die Frau, die als Pilger verkleidet ihren Mann suchen geht. Durch Gesang gewinnt sie des Sultans Gunst, holt die armen Prinzen vom Ackerdienst in den Palast und lässt sie mit dem Schiff fliehen. Daheim erzählt die Schwägerin, die Frau sei mit anderen Harfnern losgezogen. Als sie den Weg heim findet, wirft ihr Mann sie ins Gefängnis. Erst am Richtplatz erkennt er sie als den Pilger.

## Stil
Die Lieder des Pilgers sind in vierzeiligen Strophen eingestreut:
„Kennst du den Pilger nicht, dass du ihn so verstössest,
Der viel gewagt an dich, dass du nun bist erlöset,
Vom Sklaven frei gemacht, gebracht in vor’gen Stand?
Ist das für meine Müh, die ich an dich gewandt?“
…

## Herkunft
Jahn gibt an: „Mündlich aus Quatzow, Kreis Schlawe.“ Das Märchen samt Lied sei in Pommern verbreitet, der Anfang in „Grambin, Kreis Ueckermünde“ abweichend: Der Prinz umwirbt eine Besenbindertochter. Harfe und Pilgerkleid fand sie am Grab eines erschlagenen Pilgers. Das Lied werde erst nach dem Erzählen, oder auch unabhängig davon gesungen. Ganz ähnlich ist Die getreue Frau in Johann Wilhelm Wolfs Deutsche Hausmärchen. Die Drehorgel dient als Trojanisches Pferd wie in Wolfs Der goldene Hirsch. Vgl. zur Fernliebe Jahns Nr. 12 Vom Königssohn, der noch zu jung zum Heiraten sein sollte, Grimms Der treue Johannes, zum Amphibienfahrzeug Der Vogel Greif. Zu Jahns Variante mit dem erschlagenen Pilger kann man an Grimms Der singende Knochen, Bechsteins Das klagende Lied denken.

## Interpretation
Laut Verena Kast zeigt die Idealisierung des Frauenbildes die Verdrängung des Weiblichen im auf Männer ausgerichteten Herrschaftssystem. Ein Amphibienfahrzeug vereint Aspekte des Bewussten und Unbewussten, wie Dionysos’ „Schiffskarren“. Das Lamm vor der Orgel unterstreicht noch die scheinbare Harmlosigkeit. Grade vaterkomplexige Männer können sich so ästhetisch und einfallsreich zeigen. Die Königstochter hat am Grund des Sees gelernt, sich wahrzunehmen und auszudrücken. Der Pilger ist weder Mann noch Frau. Sie sieht, wie der dominante Mann selbst geknechtet ist.